# Franse

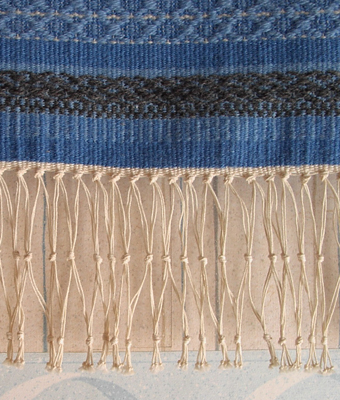
Fransen an einem Teppich

Fransen sind ornamentale Ränder aus textilen Fäden, die sich an Säumen von Textilien wie Tüchern, Flaggen oder Epauletten befinden. Sie können durch Abreißen oder Einschneiden entstehen oder indem die lang überstehenden Kettfäden eines Gewebes an den Säumen nur gruppenweise verknotet werden. In diese Fadengruppen kann dann noch zusätzlich Garn mit eingeknotet werden, um mehr Fülle zu erzeugen, ähnlich einer Quaste. Fransen werden als ästhetisches Mittel eingesetzt. Diese Form von Verschönerung von Kleidungsstücken oder Teppichen ist weit verbreitet und als eine der frühesten Verschönerungen an Kleidungsstücken zu betrachten.
Weiterhin ist Franse eine Grundlegungsart der Kettenwirkerei (Franselegung). Die Kettfäden werden bei jedem Maschenbildungsvorgang jeweils um dieselbe Nadel gelegt, so dass Maschenstäbchen entstehen, die keine seitliche Verbindung zueinander haben (siehe Bild), weshalb kein textiles Flächengebilde entsteht. Die Franse kann offen und geschlossen gearbeitet werden. Das Ergebnis gleicht der Luftmasche beim Häkeln.
Fransen in der textilen Wirktechnik

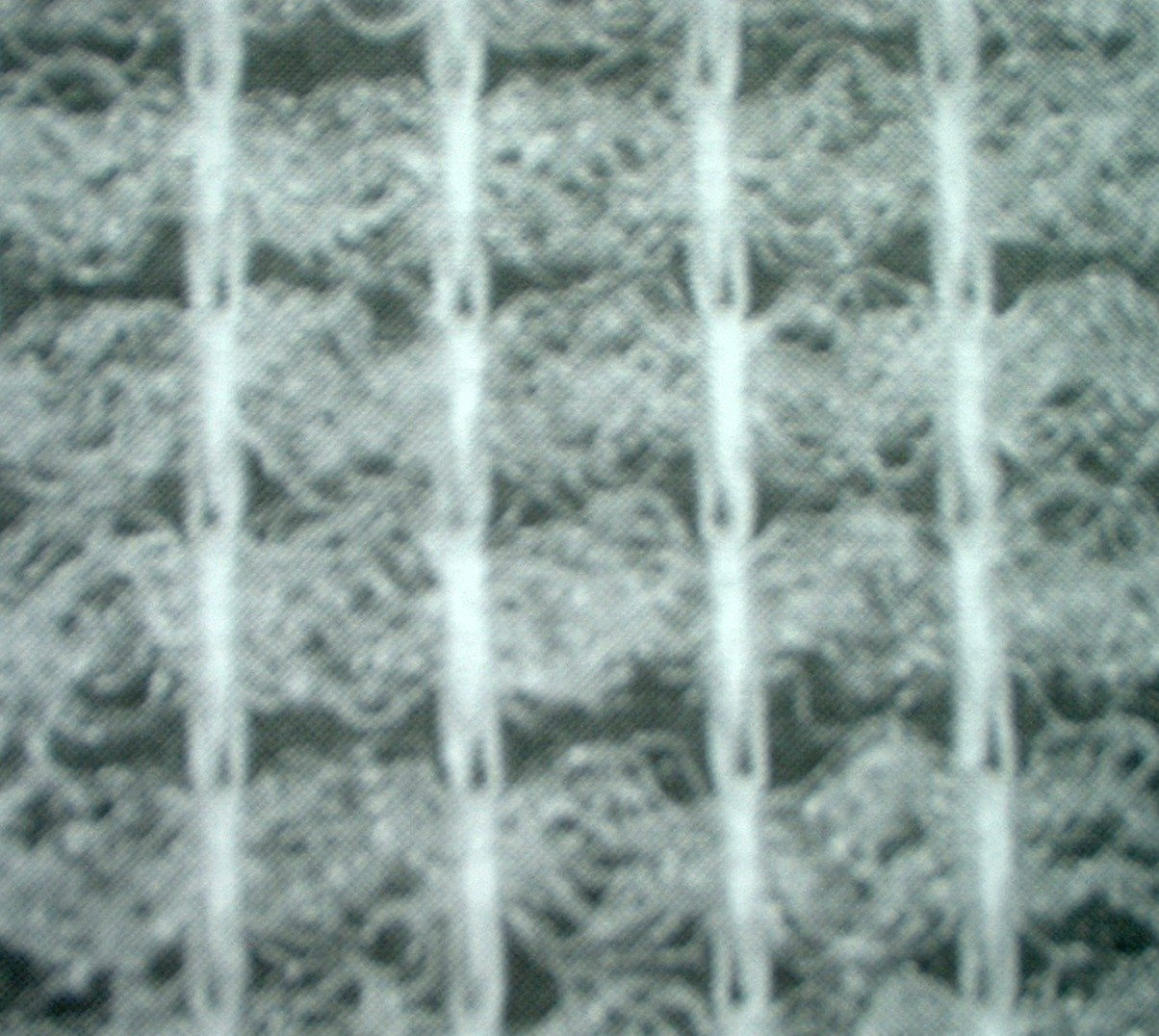
Franse mit Schusseintrag
Eine gewirkte Franse (Maschenkette)